# George Segal (actor)
George Segal, Jr. (Nueva York, 13 de febrero de 1934-Santa Rosa, 23 de marzo de 2021) fue un actor estadounidense, ganador del Globo de Oro.

## Biografía
Nació en Great Neck, Long Island, en el estado de Nueva York. Mientras estudiaba en el colegio organizó un conjunto de música que cosechó muchos éxitos. Después estudió artes dramáticas en la Universidad de Columbia, en Nueva York, donde organizó nuevamente un grupo musical. Una vez terminados sus estudios se ganó la vida limpiando lavabos en un teatro de Nueva York, esperando que llegase su oportunidad.
En 1955 Segal debutó en el teatro con la obra Don Juan, de Molière. Al año siguiente actuó en otra obra, esta vez de Eugene O'Neill. A continuación tuvo que cumplir el servicio militar. A su regreso, consiguió participar en el festival Shakespeare de Nueva York, hasta que en 1960 tuvo su primer éxito importante en The Premise, una obra con características de revista, que estuvo en cartel durante un plazo prolongado.
En 1961, Segal actuó en su primera película. En los años siguientes hizo varias películas más, aunque en todos los casos en papeles pequeños. En la película de Stanley Kramer de 1965 Ship of Fools ya comenzó a ser conocido. Sin embargo, fue con la película de ese mismo año King Rat, una historia sobre la Segunda Guerra Mundial, con el que saltó a la fama como actor de cine. Mientras rodaba esas películas, Segal continuó actuando en el teatro, donde trabajó también con el director Mike Nichols, con quien coincidió en 1966 en el rodaje de Quién teme a Virginia Woolf, película que cosechó varios Oscar.
En los años siguientes Segal intervino en multitud de películas, generalmente en papeles principales o secundarios importantes. Sus dotes de interpretación fueron extensos, y era capaz de actuar en papeles cómicos con la misma facilidad que en papeles dramáticos. Su aspecto risueño le hizo ganar la simpatía de las audiencias.
Segal fue introduciéndose también en la televisión, aunque hasta la década de los años 90 no comenzó a trabajar en serio en este medio. Desde entonces intervino regularmente en una o dos producciones de películas o miniseries para la televisión cada año, hasta el extremo de que parecía sentirse más a gusto en este medio que en el cine. Con sus intervenciones en televisión cosechó también notable éxito.
Segal se casó en tres ocasiones. Con su primera esposa tuvo dos hijas. Su segundo matrimonio duró hasta 1996, año en que falleció su esposa. En ese mismo año se volvió a casar por tercera vez.
En 1974, se publica el LP A Touch of Ragtime, figurando como George Segal and the Imperial Jazzband. En la portada del disco se lo ve sonriente con un banjo. Entre otros, participa en este disco Harry Nilsson.

### Muerte
Segal falleció el 23 de marzo de 2021, a sus 87 años debido a complicaciones por una cirugía de ‘Bypass’. Lo confirmó su esposa.

## Filmografía

### Películas
| Año  | Título                                    | Personaje                      | Director                                 | Notas                     |
| ---- | ----------------------------------------- | ------------------------------ | ---------------------------------------- | ------------------------- |
| 1961 | The Young Doctors                         | Dr. Howard                     | Phil Karlson                             |                           |
| 1962 | El día más largo                          | Ranger estadounidense          | Ken Annakin Andrew Marton Bernhard Wicki |                           |
| 1963 | Act One                                   | Lester Sweyd                   | Dore Schary                              |                           |
| 1964 | Invitation to a Gunfighter                | Matt Weaver                    | Richard Wilson                           |                           |
| 1964 | The New Interns                           | Dr. Tony "Shiv" Parelli        | John Rich                                |                           |
| 1965 | King Rat                                  | Cabo King                      | Bryan Forbes                             |                           |
| 1965 | Ship of Fools                             | David                          | Stanley Kramer                           |                           |
| 1966 | Lost Command                              | Lt. Mahidi                     | Mark Robson                              |                           |
| 1966 | Who's Afraid of Virginia Woolf?           | Nick                           | Mike Nichols                             |                           |
| 1966 | The Quiller Memorandum                    | Quiller                        | Michael Anderson                         |                           |
| 1967 | The St. Valentine's Day Massacre          | Peter Gusenberg                | Roger Corman                             |                           |
| 1968 | Bye Bye Braverman                         | Morroe Rieff                   | Sidney Lumet                             |                           |
| 1968 | No Way to Treat a Lady                    | Morris Brummel                 | Jack Smight                              |                           |
| 1968 | The Girl Who Couldn't Say No              | Franco                         | Franco Brusati                           |                           |
| 1969 | The Bridge at Remagen                     | Lieutenant Phil Hartman        | John Guillermin                          |                           |
| 1969 | The Southern Star                         | Dan Rockland                   | Sidney Hayers                            |                           |
| 1970 | Loving                                    | Brooks Wilson                  | Irvin Kershner                           |                           |
| 1970 | Where's Poppa?                            | Gordon Hocheiser               | Carl Reiner                              |                           |
| 1970 | The Owl and the Pussycat                  | Felix                          | Herbert Ross                             |                           |
| 1971 | Born to Win                               | J                              | Ivan Passer                              |                           |
| 1972 | The Hot Rock                              | Kelp                           | Peter Yates                              |                           |
| 1973 | Blume in Love                             | Stephen Blume                  | Paul Mazursky                            |                           |
| 1973 | Un toque de distinción                    | Steve Blackburn                | Melvin Frank                             |                           |
| 1974 | The Terminal Man                          | Harry Benson                   | Mike Hodges                              |                           |
| 1974 | California Split                          | Bill Denny                     | Robert Altman                            |                           |
| 1975 | La ruleta rusa                            | Shaver                         | Lou Lombardo                             |                           |
| 1975 | The Black Bird                            | Sam Spade Jr.                  | David Giler                              |                           |
| 1976 | The Duchess and the Dirtwater Fox         | Charlie "Dirtwater Fox" Malloy | Melvin Frank                             |                           |
| 1977 | Fun with Dick and Jane                    | Dick Harper                    | Ted Kotcheff                             |                           |
| 1977 | Montaña rusa                              | Harry Calder                   | James Goldstone                          |                           |
| 1978 | Who Is Killing the Great Chefs of Europe? | Robby Ross                     | Ted Kotcheff                             |                           |
| 1979 | Lost and Found                            | Adam                           | Melvin Frank                             |                           |
| 1980 | The Last Married Couple in America        | Jeff Thompson                  | Gilbert Cates                            |                           |
| 1981 | Carbon Copy                               | Walter Whitney                 | Michael Schultz                          |                           |
| 1982 | Killing 'em Softly                        | Jimmy Skinner                  | Max Fischer                              |                           |
| 1985 | Stick                                     | Barry                          | Burt Reynolds                            |                           |
| 1988 | Run for Your Life                         | Alan Morani                    | Terence Young                            |                           |
| 1989 | Mira quién habla                          | Albert                         | Amy Heckerling                           |                           |
| 1989 | All's Fair                                | Colonel                        | Rocky Lang                               |                           |
| 1991 | For the Boys                              | Art Silver                     | Mark Rydell                              |                           |
| 1991 | Time of Darkness                          | Grigory                        | Vladimir Alenikov                        |                           |
| 1992 | Me Myself & I                             | Buddy Arnett                   | Pablo Ferro                              |                           |
| 1992 | Un orso chiamato Arturo                   | Billy                          | Sergio Martino                           |                           |
| 1993 | Fuga mortal                               | Lt. Franklin L. Severence      | Vic Armstrong                            |                           |
| 1993 | Mira quién habla ahora                    | Albert                         | Tom Ropelewski                           | Cameo                     |
| 1994 | Direct Hit                                | James Tronson                  | Joseph Merhi                             | Video                     |
| 1995 | Todo por un sueño                         | Conferenciante                 | Gus Van Sant                             | No figura en los créditos |
| 1995 | The Babysitter                            | Bill Holsten                   | Guy Ferland                              | Video                     |
| 1995 | The Feminine Touch                        | Senador "Beau" Ashton          | Conrad Janis                             | Video                     |
| 1995 | Deep Down                                 | Gil                            | John Travers                             | Video                     |
| 1996 | Fiesta de despedida                       | Paul Stark                     | Randal Kleiser                           |                           |
| 1996 | Flirting with Disaster                    | Ed Coplin                      | David O. Russell                         |                           |
| 1996 | The Cable Guy                             | Padre de Steven                | Ben Stiller                              |                           |
| 1996 | The Mirror Has Two Faces                  | Henry Fine                     | Barbra Streisand                         |                           |
| 2005 | Heights                                   | Rabbi Mendel                   | Chris Terrio                             |                           |
| 2005 | Chutzpuh, This Is?                        | Dr. Dreck                      | Rick Kent                                | Cortometraje              |
| 2005 | Dinotopia: Quest for the Ruby Sunstone    | Albagon                        | Davis Doi (voz)                          | Video                     |
| 2007 | Three Days to Vegas                       | Dominic Spinuzzi               | Charlie Picerni                          |                           |
| 2007 | My Wife Is Retarded                       | Padre de Julie                 | Etan Cohen                               | Cortometraje              |
| 2009 | 2012                                      | Tony Delgatto                  | Roland Emmerich                          |                           |
| 2009 | Made for Each Other                       | Sr. Jacobs                     | Daryl Goldberg                           |                           |
| 2010 | Love and Other Drugs                      | Dr. James Randall              | Edward Zwick                             |                           |
| 2010 | Ollie Klublershturf vs. the Nazis         | Elliott Klublershturf          | Skot Bright                              | Cortometraje              |
| 2014 | El cuento de la princesa Kaguya           | Inbe no Akita                  | Isao Takahata (voz)                      | Versión inglesa           |
| 2014 | Elsa & Fred                               | John                           | Michael Radford                          |                           |

### Teatro
| Año       | Título                    | Personaje             | Notas             |
| --------- | ------------------------- | --------------------- | ----------------- |
| 1961-1962 | Gideon                    | Purah                 | Broadway          |
| 1963      | Rattle of a Simple Man    | Ricard                | Broadway          |
| 1964      | The Knack                 | Tolen                 | Fuera de Broadway |
| 1985      | Requiem for a Heavyweight | Maish Resnick         | Broadway          |
| 1993      | The Fourth Wall           | Roger                 | Chicago           |
| 1998-1999 | Arte                      | Serge                 | Broadway          |
| 2001      | Arte                      | Serge                 | Fin Occidental    |
| 2007      | Heroes                    | Gustave               | Los Ángeles       |
| 2007      | Prophesy and Honor        | Col. Sherman Moreland | Honolulu          |
| 2008      | Secret Order              | Saul Roth             | Los Ángeles       |

### Televisión
| Año       | Título                                | Personaje                  | Notas                       |
| --------- | ------------------------------------- | -------------------------- | --------------------------- |
| 1960      | The Play of the Week                  | Don/tabernero              | 2 episodios                 |
| 1960-1962 | Armstrong Circle Theatre              | Varios                     | 2 episodios                 |
| 1962      | The United States Steel Hour          | Pete                       | 1 episodio                  |
| 1963      | Channing                              | Andre                      | 1 episodio                  |
| 1963      | Naked City                            | Jerry Costell              | 1 episodio                  |
| 1963      | The Alfred Hitchcock Hour             | Larry Duke                 | 1 episodio                  |
| 1963-1964 | The Doctors and the Nurses            | Dr. Novak/Dr. Harry Warren | 2 episodios                 |
| 1964      | Arrest and Trial                      | Jack Wisner                | 1 episodios                 |
| 1966      | Muerte de un viajante                 | Biff Loman                 | Telefilme                   |
| 1967      | The Desperate Hours                   | Glenn Griffin              | Telefilme                   |
| 1968      | Of Mice and Men                       | George                     | Telefilme                   |
| 1973      | The Lie                               | Andrew                     | Telefilme                   |
| 1980      | My Friend Winnetou                    | Gottlieb                   | Miniserie                   |
| 1982      | The Deadly Game                       | Howard Trapp               | Telefilme                   |
| 1983      | Trackdown: Finding the Goodbar Killer | John Grafton               | Telefilme                   |
| 1984      | The Zany Adventures of Robin Hood     | Robin Hood                 | Telefilme                   |
| 1984      | The Cold Room                         | Hugh Martin                | Telefilme                   |
| 1985      | Not My Kid                            | Dr. Frank Bower            | Telefilme                   |
| 1986      | Many Happy Returns                    | William "Bud" Robinson     | Television film             |
| 1987      | Take Five                             | Andy Kooper                | 6 episodios                 |
| 1988-1989 | Murphy's Law                          | Daedalus Patrick Murphy    | 13 episodios                |
| 1989      | The Endless Game                      | Mr. Miller                 | Miniserie 2 episodios       |
| 1993      | Murder, She Wrote                     | Dave Novaro                | 1 episodio                  |
| 1993      | Taking the Heat                       | Kepler                     | Telefilme                   |
| 1993-1995 | The Larry Sanders Show                | Él mismo                   | 2 episodios                 |
| 1994      | Seasons of the Heart                  | Ezra Goldstine             | Telefilme                   |
| 1994      | Following Her Heart                   | Harry                      | Television film             |
| 1994      | High Tide                             | Gordon                     | 7 episodios                 |
| 1994      | Picture Windows                       | Ted Varnas                 | Miniserie 1 episodio        |
| 1994      | Burke's Law                           | Ben Zima                   | 1 episodio                  |
| 1994      | Aaahh!!! Real Monsters                | J.B. (voz)                 | 1 episodio                  |
| 1995-1997 | The Naked Truth                       | Fred Wilde                 | 4 episodios                 |
| 1996      | The Making of a Hollywood Madam       | Leo                        | Telefilme                   |
| 1996      | Adventures from the Book of Virtues   | Eli (voz)                  | 1 episodio                  |
| 1996-1997 | The Real Adventures of Jonny Quest    | Dr. Benton C. Quest (voz)  | 24 episodes                 |
| 1997      | Tracey Takes On...                    | Harry Rosenthal            | 5 episodios                 |
| 1997      | Caroline in the City                  | Bob Anderson               | 1 episodio                  |
| 1997-2003 | Just Shoot Me!                        | Jack Gallo                 | 148 episodios               |
| 1998      | Houdini                               | Martin Beck                | Telefilme                   |
| 2000      | The Linda McCartney Story             | Lee Eastman                | Telefilme                   |
| 2001      | El Proyecto Zeta                      | Dr. Eli Zelig (voz)        | 1 episodio                  |
| 2003      | Law & Order: Special Victims Unit     | Dr. Roger Tate             | 1 episodio                  |
| 2003      | The Electric Piper                    | Alcalde Nick Dixon (voz)   | Telefilme                   |
| 2005      | Fielder's Choice                      | JD                         | Telefilme                   |
| 2007      | Private Practice                      | Wendell Parker             | 1 episodio                  |
| 2007      | La Guerra en Casa                     | Sid                        | 1 episodio                  |
| 2007      | Billy & Mandy's Big Boogey Adventure  | Horror (voz)               | Telefilme                   |
| 2008      | Boston Legal                          | Paul Cruickshank           | 1 episodio                  |
| 2009      | Pushing Daisies                       | Roy "Buster" Bustamante    | 1 episodio                  |
| 2009      | Entourage                             | Murray Berenson            | 3 episodios                 |
| 2010      | Scooby-Doo! misterios S.A.            | Peter Trickell (voz)       | 1 episodio                  |
| 2011-2012 | Retired at 35                         | Alan Robbins               | 20 episodios                |
| 2012      | American Dad!                         | Bernie (voz)               | 1 episodio                  |
| 2013-2021 | Los Goldberg                          | Albert "Pops" Solomon      | 179 episodios               |
| 2018      | Los Simpson                           | Nick (voz)                 | Episodio «Heartbreak Hotel» |

## Premios y distinciones
Premios Óscar
| Año  | Categoría              | Película                      | Resultado |
| ---- | ---------------------- | ----------------------------- | --------- |
| 1967 | Mejor actor de reparto | ¿Quién teme a Virginia Woolf? | Nominado  |

Globos de Oro
| Año  | Categoría                      | Película            | Resultado |
| ---- | ------------------------------ | ------------------- | --------- |
| 1966 | Nueva Estrella del Año - Actor | Los nuevos internos | Ganador   |